# Municipio de Eden (condado de Wyandot)
El municipio de Eden (en inglés: Eden Township) es un municipio ubicado en el condado de Wyandot en el estado estadounidense de Ohio. En el año 2010 tenía una población de 1092 habitantes y una densidad poblacional de 13,92 personas por km².

## Geografía
El municipio de Eden se encuentra ubicado en las coordenadas 40°52′1″N 83°9′40″O / 40.86694, -83.16111. Según la Oficina del Censo de los Estados Unidos, el municipio tiene una superficie total de 78.43 km², de la cual 78,36 km² corresponden a tierra firme y (0,09 %) 0,07 km² es agua.

## Demografía
Según el censo de 2010, había 1092 personas residiendo en el municipio de Eden. La densidad de población era de 13,92 hab./km². De los 1092 habitantes, el municipio de Eden estaba compuesto por el 99,08 % blancos, el 0,18 % eran asiáticos, el 0,09 % eran de otras razas y el 0,64 % eran de una mezcla de razas. Del total de la población el 0,64 % eran hispanos o latinos de cualquier raza.